# Scedella
Scedella es un género de insecto de la familia Tephritidae del orden Diptera.

## Especies
- Scedella basilewskyi Munro, 1956
- Scedella boxiana Munro, 1957[1]
- Scedella caesia Munro, 1957[1]
- Scedella caffra (Loew, 1861)
- Scedella cyana (Walker, 1849)
- Scedella dissoluta (Loew, 1861)
- Scedella flecta Munro, 1957[1]
- Scedella formosella (Hendel, 1915)
- Scedella glebosa Munro, 1957[1]
- Scedella incurva Munro, 1957[1]
- Scedella infrequens (Hardy & Drew, 1996)[1]
- Scedella kawandana Munro, 1957[1]
- Scedella longiseta (Hering, 1941)
- Scedella orientalis (Meijere, 1908)[1]
- Scedella pilosa Munro, 1957[1]
- Scedella praetexta (Loew, 1861)
- Scedella sandoana Munro, 1957[1]
- Scedella spatulata Munro, 1957[1]
- Scedella spiloptera (Bezzi, 1913)[2]